# Erythrodontium lacoutourei
Erythrodontium lacoutourei är en bladmossart som beskrevs av Ferdinand François Gabriel Renauld och Jules Cardot 1909. Erythrodontium lacoutourei ingår i släktet Erythrodontium och familjen Entodontaceae. Inga underarter finns listade i Catalogue of Life.